# Jean Dutil
Jean Dutil (Saint-Georges-de-Beauce, 12 septembre 1931 - Québec, 18 mars 2009) était un avocat et juge québécois. Il est surtout connu pour le rôle qu'il a joué en tant que procureur-chef de la Commission Cliche sur la liberté syndicale dans l'industrie de la construction et en tant que président de la Commission d'enquête sur le crime organisé dans les années 1970.

## Biographie
Après des études de droit à l'Université Laval de Québec, il est admis au Barreau du Québec en 1954, Dutil exerce le droit avant de devenir procureur de la Couronne dans les régions de Sherbrooke et de Thetford Mines.
Il est recruté par le juge Robert Cliche en 1974 afin de diriger l'équipe de procureurs chargés de faire la lumière sur l'intimidation, la violence et les activités criminelles qui étaient monnaie courante dans les chantiers de construction du Québec. Qualifié de véritable « bulldozer » par les commissaires Brian Mulroney et Guy Chevrette, Me Dutil expose un réseau de corruption, de prêts usuraires et de trafic d'influence au sein de certaines sections syndicales affiliés à la FTQ-Construction. À son départ, il sera remplacé par Lucien Bouchard.
Le gouvernement Bourassa nomme Me Dutil juge à la Cour des sessions de la paix le 11 décembre 1974 et lui confie immédiatement la présidence de la seconde phase des travaux de la Commission d'enquête sur le crime organisé. Pendant deux ans, il fera enquête sur le scandale de la viande avariée, sur les activités de la mafia italienne à Montréal et le clan des frères Dubois.
Au début des années 1990, le juge Dutil se porte volontaire pour présider la cour itinérante qui se rend occasionnellement dans les villages nordiques et les réserves amérindiennes isolées du Nunavik et de la Côte-Nord. Pendant une dizaine d'années, il voyage dans les communautés inuit, cries, innu et naskapi où il administre la justice en tentant de réconcilier le droit criminel et les traditions autochtones. Ses efforts afin d'adapter les exigences du droit avec la culture des communautés afin de le rendre plus équitable à l'endroit des populations autochtones seront reconnus en 2001, alors qu'il reçoit le prix pour le droit Ray-Hnatyshyn.
Il a pris sa retraite le jour de son 70e anniversaire de naissance, le 12 septembre 2001. Le juge Jean Dutil est décédé le 18 mars 2009 des suites d'un « cancer foudroyant ». Il était âgé de 77 ans.